# Xã Terry, Quận Finney, Kansas
Xã Terry (tiếng Anh: Terry Township) là một xã thuộc quận Finney, tiểu bang Kansas, Hoa Kỳ. Năm 2010, dân số của xã này là 159 người.